# 송 척성군
척성군(剔成君, ? ~ ?)은 중국 춘추전국시대 송나라의 제33대 임금이다. 성은 자(子), 씨는 대(戴) 또는 황(皇), 휘는 척성(剔成) 혹은 희(喜), 자는 자한(子罕)이다.

## 군위 계승설
《사기》에서는 전 임금 송 벽공(후환공, 환후) 벽병의 아들로 벽공 사후 뒤를 이었다고 한다.

## 군위 찬탈설
사마정의 《사기색은》에서 왕소의 의견을 인용했는데, 그 왕소의 말에서는 "《죽서기년》에서는 척성간(剔成肝)이 임금 벽을 쫓아내고 스스로 임금이 되었다"고 한다(현재의 고본죽서기년에도 이 문장이 있는데, 이는 상실된 고본죽서기년을 죽서기년을 인용한 서적들을 통해 복원하는 과정에서 사기색은에 간접적으로 인용된 죽서기년의 문장을 가져온 것이다). 《한비자》에서는 대환(戴歡)과 황희(皇喜)가 총애를 다투다가 마침내 황희가 임금을 죽이고 정권을 빼앗았다고 한다. 또 사성(司城) 자한(子罕)이 송군을 대신하여 형벌을 행하니 마침내 임금을 침해하였다고 한다. 《고본죽서기년집증》에서는 이러한 송나라 임금을 침해하고 정권을 빼앗았다는 기록을 인용하고, 또 척성(剔成)은 사성(司城)의 음이 바뀐 것이고 한(罕)과 간(肝)은 통가자이므로 "사성자한"과 "황희"가 곧 "척성군"이라 했다. 송나라의 황씨(皇氏)는 송 대공의 자손이므로 대씨(戴氏)라고도 하고, 이후 송나라 공실 사람들이 대씨(戴氏)를 칭하므로, 이를 두고 "대씨가 자씨를 대신했다" 고 한다.
《죽서기년》에 따르면 송 환후는 양 혜왕 14년(기원전 356년)에 양나라에 입조했으므로, 《사기》의 기록과는 달리 이때까지 임금 노릇을 하고 있었다. 그러므로 척성군의 찬탈은 기원전 355년 이후일 것이나, 언제인지는 확실하지 않다.

## 즉위 후
《전국책》에 이런 말이 있다. 양나라(위나라) 왕이 조나라 서울 한단을 공격하면서 송나라에 원군을 요청했다. 송나라 임금은 사자를 보내 양나라의 청을 거부하면 양나라에게 멸망당할 것이 두렵고, 따르자니 조나라가 약해지고 양나라가 강해지는 것이 두려우므로 조나라와 짜고 조나라 변경 성읍을 포위하여 양왕을 만족시키고 조나라에도 해를 끼치지 않는 것을 제안했고, 조나라 왕은 이를 따랐다. 양나라는 양혜왕 17년(기원전 353년)에 한단을 공격했으므로, 이는 척성군 때의 일로 보인다.
기원전 329년(척성군 41년, 혹은 28년 미만), 무도하다는 이유로 아우 언의 습격을 받아 싸우다가 져서 제나라로 달아났고, 언이 송나라 임금이 되었다.